# San Giovanni di Fassa
San Giovanni di Fassa (ladino: Sèn Jan) es una comuna italiana de la provincia autónoma de Trento, región con estatuto especial de Trentino-Alto Adigio.
El actual municipio fue fundado el 1 de enero de 2018 mediante la fusión de las hasta entonces comunas separadas de Pozza di Fassa (la actual sede del ayuntamiento) y Vigo di Fassa. Originalmente el municipio llevó el topónimo "Sèn Jan di Fassa", mezcla de sus nombres en italiano y ladino, pero el 7 de diciembre de 2018 el topónimo fue declarado no válido por la Corte Constitucional.
En 2021, el municipio tenía una población de 3682 habitantes.
La nueva localidad, cuyos dos municipios constituyentes ya tenían sus cascos urbanos unidos antes de fusionarse, se ubica unos 20 km al este de Bolzano, con la cual está conectado a través de la carretera SS241. El pueblo se estructura de forma lineal a lo largo de la carretera SS48.